# Ognjeno orožje
Ognjeno orožje je vrsta orožja, ki za izstreljevanje enega ali več projektilov izkorišča pline, ki jih proizvaja smodnik ali kakšno drugo deflagracijsko sredstvo. 
V sodobnem ognjenem orožju gre pri tem po navadi za brezdimni smodnik, v zgodovini pa se je v ognjenem orožju po večini uporabljal črni smodnik.

## Delitev
- ročno strelno orožje
  - dolgocevno orožje
  - kratkocevno orožje
  - repetirno orožje
  - polavtomatsko orožje
  - avtomatsko orožje
- ognjeno strelno orožje na podstavku
- artilerijsko orožje